# Eisighofen
Eisighofen ist eine Ortsgemeinde im Rhein-Lahn-Kreis in Rheinland-Pfalz. Sie gehört der Verbandsgemeinde Aar-Einrich an.

## Geschichte
Der heutige Ortsname leitet sich vom Begriff Eisen ab und bezieht sich auf den intensiven historischen Eisenbergbau in der Region. Der Ort gehörte zum Herzogtum Nassau bzw. dessen Vorgängergrafschaften. Am 1. März 1676 erhielt das Dorf von Graf Johann die Befreiung von „schuldigen Frondiensten und anderen Lasten“ aufgrund der Entfernung zum Residenzort Wiesbaden und das Recht, sich Freiflecken zu nennen. Im Jahr 1781 wurde das Dorf durch einen Brand zerstört, aber unter Mithilfe der umliegenden Dörfer wieder neu aufgebaut. Das Herzogtum Nassau und mit ihm Eisighofen wurde 1866 von Preußen annektiert. Seit 1946 ist Eisighofen Teil des Landes Rheinland-Pfalz. 1972 kam es im Zuge einer Verwaltungsreform zur Bildung der Verbandsgemeinde Katzenelnbogen, der die Ortsgemeinde Eisighofen bis 2019 angehörte und die dann in der Verbandsgemeinde Aar-Einrich aufging.
Bevölkerungsentwicklung
Die Entwicklung der Einwohnerzahl von Eisighofen, die Werte von 1871 bis 1987 beruhen auf Volkszählungen:
| Jahr | Einwohner |
| 1815 | 167       |
| 1835 | 164       |
| 1871 | 209       |
| 1905 | 199       |
| 1939 | 200       |
| 1950 | 255       |

| Jahr | Einwohner |
| 1961 | 228       |
| 1970 | 221       |
| 1987 | 207       |
| 1997 | 273       |
| 2005 | 266       |
| 2023 | 284       |

## Politik

### Gemeinderat
Der Gemeinderat in Eisighofen besteht aus sechs Ratsmitgliedern, die bei der Kommunalwahl am 9. Juni 2024 in einer Mehrheitswahl gewählt wurden, und dem ehrenamtlichen Ortsbürgermeister als Vorsitzendem.

### Bürgermeister
Ortsbürgermeister von Eisighofen ist Alexander Lorch. Bei der Direktwahl am 26. Mai 2019 wurde er mit einem Stimmenanteil von 65,48 % wiedergewählt. Bei der Direktwahl am 9. Juni 2024 trat er nicht erneut an. Der einzige Bewerber erreichte nicht die erforderliche Mehrheit. Da für eine Wiederholungswahl am 8. September keine Wahlvorschläge eingereicht wurden, oblag die Neuwahl eines Bürgermeisters gemäß rheinland-pfälzischer Gemeindeordnung dem Rat. Auf seiner Sitzung am 5. September 2024 bestätigte er einstimmig den bisherigen Ortsbürgermeister Alexander Lorch in seinem Amt, nachdem dieser seine Bereitschaft für eine vierte Amtszeit erklärt hatte.

## Regelmäßige Veranstaltungen
- Alle drei Jahre ist Eisighofen Ausrichter der „Bornkerb“, die auch in Dörsdorf und Berghausen gefeiert wird.